# Conanglell
Conanglell és un antic nucli de població de les Masies de Voltregà (Osona) declarada bé cultural d'interès nacional. El conjunt dona nom a un veïnat del municipi.

## Descripció
Restes d'un antic nucli de població que constava d'unes quinze cases disposades de forma semicircular, una torre de tipus senyorial coneguda per la torre del Capità i una capella dedicada a Santa Bàrbara, la qual encara es conserva.
El castell de Conanglell es trobaria situat en un dels turons entre el riu Ter al nord-est, per sobre de la caserna militar de cavalleria anteriorment descrit, que quedaria al sud. El castell faria referència a una fortificació militar que es podria datar del segle xix, formada per un cos quadrangular i quatre torres, una a cada costat de l'edifici, tal com es podria observar en una fotografia del 1915. Posteriorment, seria enderrocat i actualment són escasses les restes del castell que es poden observar.

## Història
Pels anys 1125 i 1126 el lloc és esmentat com a vila i com a puig de Connangulo. N'eren senyors el senescal Guillem Ramon, la seva muller Beatriu de Montcada i el germà d'aquesta, Ot. El 1139 donaren la torre a Bernat Ermengol de Freixenet. Per successió la domus passà a Saurina de Manlleu, filla de Bernat de Manlleu i Saurina de Freixenet, i muller de Ramon de Malla. L'any 1233 els esposos reberen de Garsenda de Montcada i del seu fill Gastó autorització per traslladar la domus de Conanglell al lloc que volguessin dintre dels termes del lloc. La nova domus fou construïda en el pla i ja era habitada el 1242. Restes de l'antiga edificació són visibles encara en un pujolet veí. Posteriorment, la domus depengué dels Malla i Conanglell, els quals l'any 1736 van cedir-la a l'Hospital de Vic i a la Casa de la Misericòrdia, els quals encara en són propietaris. Des de 1857 fou ocupat per diferents cossos de l'exèrcit i l'establiment d'aquests propicià la creació del nucli de població. Durant la segona república espanyola va ser abandonat.